# Annikki Kuisman
Laina Annikki Kuisman, född Väkeväinen 3 januari 1921 i Kides, död 17 augusti 2009 i Helsingfors, var en finländsk sångerska aktiv i Metro-tytöt.